# Авдеев, Иван Михайлович
Иван Авде́ев (род. 20 марта 1997 года в Волгоградской области) — российский кикбоксер. Имеет звание мастер спорта. Чемпион России 2017 года в разделе фулл-контакт с лоу-киком в весовой категории до 63,5 кг.

## Спортивная карьера
Первый тренер — Кисленко Михаил Васильевич, в настоящее время тренируется у Заслуженных тренеров России — Виктора Тулиева, Дмитрия Соломина.

### Титулы и достижения
- Любительский спорт
  - 2015 Победитель Первенства России 2015 в разделе фулл-контакт с лоу-киком.[1]
  - 2016 Призер Чемпионата России в разделе фулл-контакт с лоу-киком в весовой категории до 63,5 кг
  - 2017 Чемпион России в разделе фулл-контакт с лоу-киком в весовой категории до 63,5 кг.[2]
  - 2017 Участник чемпионата мира в разделе фулл-контакт с лоу-киком в весовой категории до 63,5 кг.[2]